# Fiat 600 (2023)
Fiat 600 är en CUV som den italienska biltillverkaren Fiat introducerade i juli 2023.
Den nya generationen Fiat 600 introduceras först som elbil. Under 2024 planerar Fiat att komplettera utbudet med en laddhybrid.